# Willem Jacob Hutschenruijter
Willem Jacob Hutschenruijter (Rotterdam, 21 maart 1828 – aldaar, 19 januari 1889) was een Nederlands musicus.
Hij was zoon van Wouter Hutschenruijter en Huberdina de Haas. Drie van zijn zusters, waaronder Helena Margaretha Hutschenruijter, gingen ook de muziek in, maar overleden jong. Hij trouwde met Johanna Francisca Maassen, hun zoon Wouter jr. werd dirigent, componist.
Met zo’n familie zou het logisch zijn dat hij in de muziek zou gaan, maar zijn vader, zelf dus musicus, hield dat in eerste instantie af maar draaide later bij. Willem Jacob nam pianoles bij Berthold Tours, maar werd hoornist bij de Duitse Opera in Rotterdam, en in de orkesten van de Schutterij, Eruditis en Toonkunst. In 1865 volgde hij zijn vader op als kapelmeester bij de Rotterdamse Schutterij en arrangeerde talloze werken voor dat orkest. Daarnaast gaf hij nog pianolessen. Als gevolg van een intern conflict binnen de schutterij werd het orkest ontbonden en Willem Jacob in 1885 op straat gezet. Hij overleed na een lang ziekbed.